# Christine Defraigne
Pour les articles homonymes, voir Defraigne.
Christine Defraigne, née le 29 avril 1962 à Liège est une femme politique belge de langue française, membre du Mouvement réformateur (MR) elle est notamment présidente du Sénat de Belgique du 14 octobre 2014 au 3 décembre 2018.

## Biographie
Née le 29 avril 1962 à Liège, Christine Defraigne est la fille de l'ancien député et ministre Jean Defraigne. Elle suit des études de droit à l'université de Liège, de laquelle elle sort licenciée en  1984. Devenue avocate au barreau de Liège, elle travaille comme assistante en droit fiscal à l’université de Liège, tout en conseillant le vice-Premier ministre chargé des Réformes institutionnelles, Jean Gol, au sein de son cabinet. Elle va s'engager au Mouvement réformateur (MR).
En 1989, Christine Defraigne est élue conseillère communale à Liège ; elle assume ce mandat jusqu'en 1994. Cinq ans plus tard, en 1999, elle est élue au Parlement wallon, avant d'être désignée présidente du groupe MR au Sénat, institution qu'elle a rejoint précédemment la même année ; elle dirige les sénateurs libéraux jusqu'en 2009. Un an plus tard, en 2010, elle est élue à la présidence de la Commission de la Justice au Sénat.
Le 14 octobre 2014, quelques jours après la constitution d'un gouvernement de coalition dirigé par le libéral Charles Michel, Christine Defraigne est élue présidente du Sénat par ses pairs. Elle succède à Sabine de Bethune, et devient la troisième femme chargée de présider les travaux de la chambre haute du Parlement fédéral belge. Elle est réélue le 13 octobre 2015.
Elle quitte la présidence du Sénat le 31 novembre 2018 pour prêter serment en tant qu'échevine à Liège trois jours plus tard. À cette occasion, elle confie au Soir les grandes difficultés qu'elle a rencontrées à l'intérieur de son parti depuis une dizaine d'années, dans le cadre de l'opposition entre les soutiens de Didier Reynders et ceux de Charles Michel. Elle critique aussi le parti séparatiste NVA, avec lequel le MR formait une coalition : « La NVA l’a dit, elle ne s’en cache pas, qu’elle venait pour tuer [le Sénat]. L’emblème du Sénat, c’est une couronne, et l’institution est liée à l’histoire fondamentale de la Belgique… Elle en a fait un fétichisme ».
En décembre 2024, la Liégeoise quitte les bancs politiques pour retrouver ceux du palais de justice. Avocate de formation, elle compte retourner au barreau.

## Idées politiques
Christine Defraigne est considérée comme une des principales figures du courant progressiste au sein du Mouvement réformateur.